# Chknagh
Chknagh (in armeno Չքնաղ?, anche chiamato Chqnagh, Chknakh e Chknag; precedentemente Samadarvish) è un comune dell'Armenia di 250 abitanti (2001) della provincia di Aragatsotn.